# DM 4 - Dream Mixes IV
DM 4 - Dream Mixes IV, también conocido como DM 4, es el trigésimo tercer álbum de estudio del grupo alemán de música electrónica Tangerine Dream. Publicado en 2003 por el sello TDI destaca por ser el penúltimo álbum de la serie Dream Mixes en la que se reinterpreta en clave de música dance canciones previas del catálogo del grupo.

## Producción
Grabado en los estudios Estagate de Viena y en estudios de Berlín durante 2003 la cuarta referencia de la serie Dream Mixes -tras The Dream Mixes (1995), TimeSquare: Dream Mixes II (1997) y The Past Hundred Moons - Dream Mixes III (2001)-  incluye tres temas nuevos: «Losing the Perspective», «World of the Day» y «The Metropolitan Sphere».
El resto del álbum incluye canciones procedentes de las primeras etapas de la discografía del grupo aunque no se acredita la autoría en el libreto: «Perplex Parts» es una remezcla de la segunda parte del álbum Tangram (1980); «Cosmic Merriment» incluye fragmentos de «Birth Of Liquid Plejades», «Nebulous Dawn» y «Supernatural Accomplice» de Zeit (1972); «Messenger» es una remezcla de «Rising Runner Missed By Endless Sender» presente en el álbum Cyclone (1978); «Rebound 03» es un remix de uno de los fragmentos de Ricochet (1975); «Floating Higher» es una nueva versión de la canción «Love On A Real Train» de la banda sonora de Risky Business (1984); «From Kiev With Love» es el remix de «Kiew Mission» del álbum Exit (1981); «Meta Morph Magic» es, finalmente, la remezcla de «Thru Metamorphic Rocks» incluida en el álbum Force Majeure (1979).

## Lista de temas
| N.º   | Título | Escritor(es)                                         | Duración |  |
| 1.    | «Losing The Perspective» | Jerome Froese                                        | 1:12     |  |
| 2.    | «World Of The Day» | Jerome Froese                                        | 5:29     |  |
| 3.    | «Perplex Parts» (Basada en las canciones «Tangram Set 1» y «Tangram Set 2» del álbum Tangram)                                | Edgar Froese Christopher Franke Johannes Schmoelling | 8:06     |  |
| 4.    | «Cosmic Merriment» (Basada en las canciones «Birth Of Liquid Plejades», «Nebulous Dawn» y «Supernatural Accomplice» de Zeit) | Edgar Froese Christopher Franke Peter Baumann        | 9:05     |  |
| 5.    | «Messenger» (Basada en la canción «Rising Runner Missed By Endless Sender» del álbum Cyclone)                                | Edgar Froese Christopher Franke Steve Joliffe        | 7:09     |  |
| 6.    | «Rebound 03» (Basada en las canciones «Ricochet, Part 1» y «Ricochet, Part 2» de Ricochet)                                   | Edgar Froese Christopher Franke Peter Baumann        | 8:56     |  |
| 7.    | «Floating Higher» (Basada en la canción «Love On A Real Train» de la banda sonora Risky Business)                            | Edgar Froese Christopher Franke Johannes Schmoelling | 5:48     |  |
| 8.    | «From Kiev With Love» (Basada en la canción «Kiew Mission» del álbum Exit)                                                   | Edgar Froese Christopher Franke Johannes Schmoelling | 6:51     |  |
| 9.    | «Meta Morph Magic» (Basada en la canción «Thru Metamorphic Rocks» del álbum Force Majeure)                                   | Edgar Froese Christopher Franke                      | 7:44     |  |
| 10.   | «The Metropolitan Sphere» | Jerome Froese                                        | 9:12     |  |
| 69:32 | |                                                      |          |  |

## Personal
- Edgar Froese - composición, teclados, producción y diseño de cubierta
- Jerome Froese - composición, teclados, guitarras, ingeniería de sonido, producción y masterización
- Monique Froese - fotografía